# Martin Krupinski
Martin Krupinski (* 1961 in Miesbach) ist ein deutscher Psychiater und Leiter der Abteilung für Forensische Psychiatrie am Universitätsklinikum Würzburg.

## Leben
Sein 1982 begonnenes Studium der Medizin an der Ludwig-Maximilians-Universität München und der Universität Edinburgh schloss er 1989 ab. Mit einer psychiatriehistorischen Arbeit zur Schizophrenie erlangte er den Grad eines Doktors der Medizin von der Universität München.
In München erhielt er auch seine Ausbildung zum Facharzt für Psychiatrie mit den Zusatzqualifikationen für Psychotherapie und Psychoanalyse. Daneben bildete er sich am Münchner Friedrich-Baur-Institut in Neurologie fort. Seine Habilitation erlangte er im Jahr 2001. In München war er bis zu seinem Wechsel nach Würzburg Stellvertreter von Norbert Nedopil als Leiter der Abteilung für Forensische Psychiatrie des Universitätsklinikums.
Seit 2001 lehrt Krupinski als Professor an der Julius-Maximilians-Universität Würzburg und leitet die 1998 entstandene Abteilung für Forensische Psychiatrie des Universitätsklinikums.

## Interessengebiete
In der Forschung liegt der Schwerpunkt von Krupinskis Interessen auf dem Gebiet der Aggression und den Möglichkeiten, ihre pathologischen Ausprägungen bei Straftätern zu behandeln. Einer besonderen Form pathologisch aggressiven Verhaltens, dem Münchhausen-Stellvertretersyndrom gilt sein besonderes Augenmerk.
Krupinski tritt als psychiatrischer Gutachter vor Gericht auf. In den Dienst der Qualitätsverbesserung und -sicherung bei der psychiatrischen Begutachtung stellt er einen weiteren Teil seiner Forschungstätigkeit.

## Schriften
- Zum Konzept der Schizophrenie bei Emil Kraepelin.Ein Beitrag zu Entstehungsbedingungen, Entwicklung und Auswirkungen der Kraepelinschen Dementia praecox. Ludwig-Maximilians-Universität 1991. (Dissertation).
- Mit Norbert Nedopil und Johannes Wittmann: Beispiel-Gutachten aus der Forensischen Psychiatrie. Thieme, Stuttgart 2001. ISBN 978-3-13-125151-0.